# Вальпургієва ніч (роман)
«Вальпургієва ніч» (нім. Walpurgisnacht) — третій роман австрійського письменника Густава Майрінка, що вийшов 1917 року в Лейпцигу у видавництві Курта Вольфа.

## Особливості сюжету
Написаний у гротесковій манері, роман поєднує традиційні для Майрінка елементи — містику, засновану на змішуванні різних езотеричних доктрин, і уїдливу іронію над світом відсталих обивателів, у цьому випадку — над австрійськими аристократами з Градчан і пов'язаними з ними чиновниками-бюргерами.
Події роману відбуваються під час Першої світової війни в Празі, улюбленому місті Майрінка, яке вже було місцем дії його першого роману, і якому письменник приписував магічну сутність.
Сюжет розгортається навколо двох пар персонажів — імператорського лейб-медика Тадеуша Флугбайля і його колишньої коханки, що впала в злидні, старої повії на прізвисько Богемська Ліза, і юного Скрипаля Оттакара Вондрейка, позашлюбного сина графині Заградки «з роду Борживоїв», і його коханої, племінниці графині, Поліксени.
До цього списку примикають таємничий актор Зрцадло, в якому Флугбайль у мить осяяння вбачає потойбічну креатуру, не людину, але лише точку, в якій концентруються демонічні сили, і посвячений у східні містерії татарин Молла Осман, єдиний з персонажів, на якого ці сили не діють.
Основні події пов'язані з чаклунською Вальпургієвою ніччю, коли, за повір'ям, відкривається прозір між світами, і на певний час перестають діяти звичайні причинно-наслідкові зв'язки. Розвиваючи цю міфологему, використану колись Гете, Майрінк конструює образ космічної Вальпургієвої ночі, що дозволяє пояснити жах світової війни і прийдешньої соціальної революції вторгненням у людський світ демонічних потойбічних сил.
Кульмінацією роману стає криваве повстання в Празі, що воскрешає картини часів Гуситських воєн.
Згодом роман Майрінка сприймався як свого роду застереження, оскільки через рік у Празі дійсно відбувся націоналістичний виступ, придушений, як і в романі, імперськими військами.
У «Вальпургієвій ночі» в тій чи іншій формі, часто пародійній або гротескній, використано езотеричні сюжети, які проходять наскрізною ниткою через усі романи Майрінка: ініціація, магічний шлях претендента, алхімічний шлюб, виконання героєм, у якому оживає низка предків, родового призначення.

## Культурний вплив
1963 року роман видано у французькому перекладі з великою передмовою відомого письменника-езотерика («гностика» Раймона Абелліо і глосарієм, складеним ентузіастом «таємних доктрин» Жераром Еймом, які відродили в широкої публіки інтерес до напівзабутого австрійського автора.
Текстами французьких дослідників, що містять цікаві, але не завжди достовірні відомості, користувалися популяризатори творчості Майринка в Росії Е. Головін, Ю. Стефанов, В. Гак.
Коментатори Майрінка припускають, що образ Арчибальда Арчибальдовича у Булгакова містить відсилання до одного з персонажів «Вальпургієвої ночі»: пана Венцеля Бздінки, господаря закладу «Зелена жаба».

## Примітка
1. ↑  Наприклад, Ейм стверджує, що, згідно з повір'ями, ядро богемської шляхти («кров Борживоїв») мало сильні спадкові магічні здібності, зокрема до вампіризму і сугестії, що нібито ріднило її з угорською шляхтою (Влад Цепеш, Єлизавета Баторій; Heym, pp. 229—230).
2. ↑  Стефанов, Винарова, с. 458.